# Sídliště Březinova

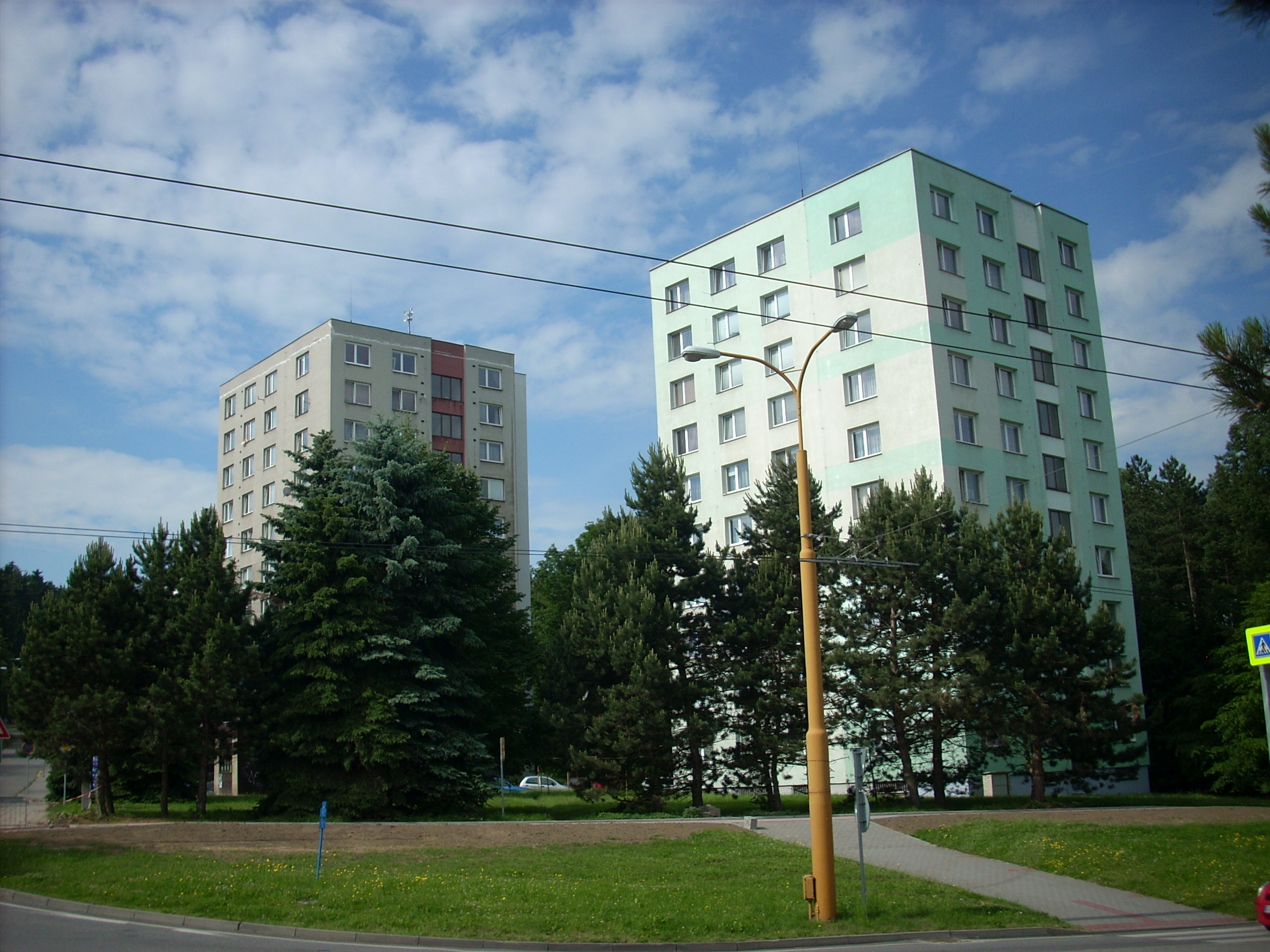
Panelové domy na ulici Okružní

Sídliště Březinova (též Březinky) je základní sídelní jednotka města Jihlava v okrese Jihlava. Toto největší jihlavské sídliště pojmenované podle básníka Otokara Březiny ze západní strany obepíná lesopark Heulos. Má výměru 82 ha. Nachází se zde Obchodní centrum Jihlava Březinky.

## Obyvatelstvo
V roce 1991 zde žilo 10 090 obyvatel, roku 2001 8 964  a o deset let později 7 622.

## Poloha
Nachází se v jihovýchodní části města. Sousedí s Hruškovými Dvory, Helenínem, Handlovými Dvory, Heulosem a Kalvárií.